# Octomeria lithophila
Octomeria lithophila är en orkidéart som först beskrevs av João Barbosa Rodrigues, och fick sitt nu gällande namn av João Barbosa Rodrigues. Octomeria lithophila ingår i släktet Octomeria och familjen orkidéer. Inga underarter finns listade i Catalogue of Life.

## Bildgalleri

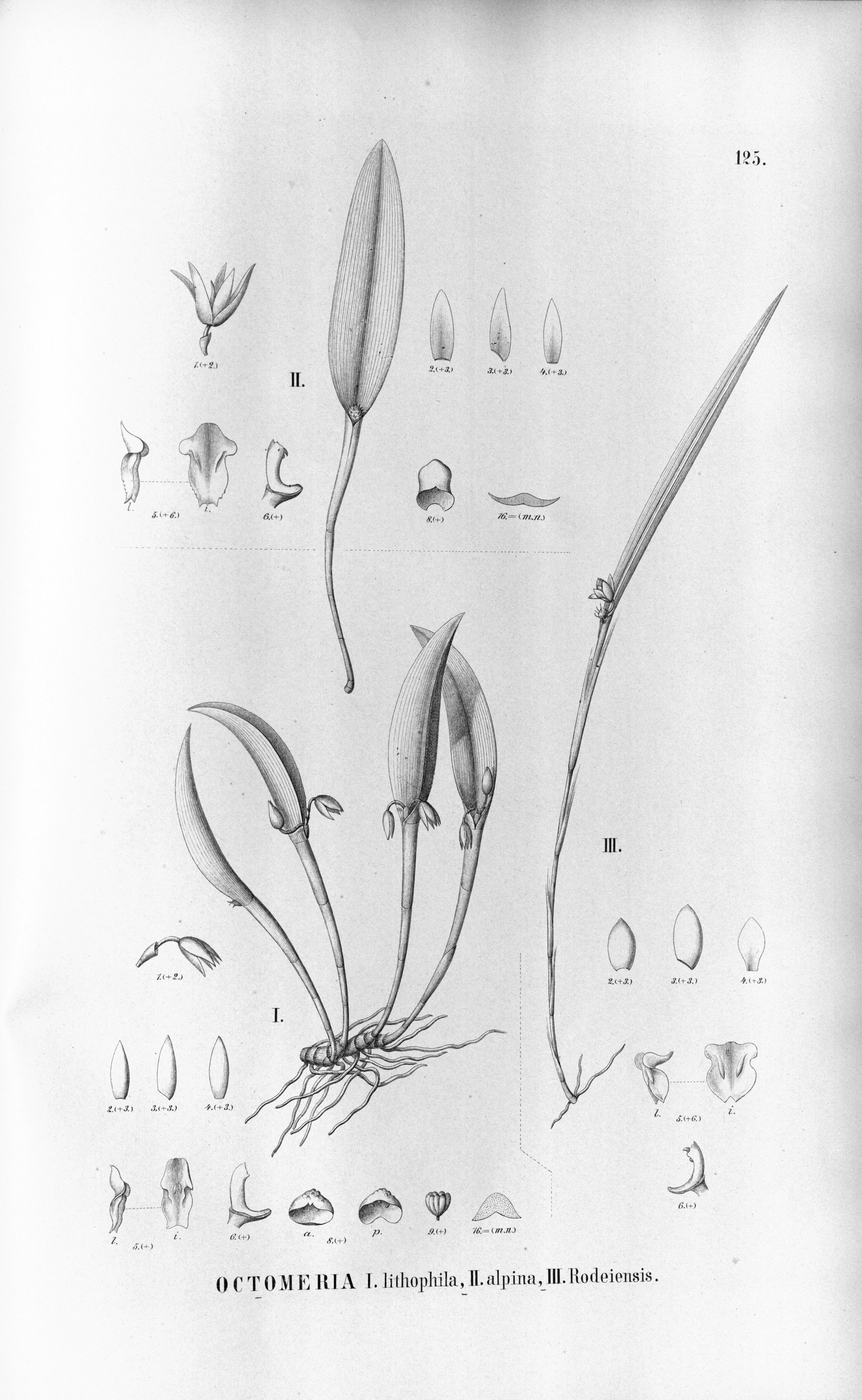